# Zateris
Els zateris (Zatheria) són una sublegió de mamífers de la legió dels cladoteris. L'única infralegió supervivent actualment és la dels tribosfènides, que inclou els teris.
Es diferencien per una depressió característica dels queixals més baixos.

## Sistemàtica
- Família: †Arguitheriidae
- Família: †Arguimuridae
- Família †Vincelestidae
- Infralegió: †Peramura
- Infralegió: Tribosphenida